# Polnische Badmintonmeisterschaft 2003
Die Polnische Badmintonmeisterschaft 2003 fand vom 31. Januar bis zum 2. Februar 2003 in Słupsk statt. Es war die 39. Austragung der Titelkämpfe.

## Medaillengewinner
| Disziplin    | Gold                                                                                   | Silber                                                                                 | Bronze |
| ------------ | -------------------------------------------------------------------------------------- | -------------------------------------------------------------------------------------- | --- |
| Herreneinzel | Jacek Niedźwiedzki (SKB Litpol-Malow Suwałki)                                          | Dariusz Zięba (Ruch Piotrków Trybunalski)                                              | Przemysław Wacha (Technik Głubczyce) Kamil Turonek (SKB Litpol-Malow Suwałki)                                                                                   |
| Dameneinzel  | Kamila Augustyn (Piast-B Słupsk)                                                       | Angelika Węgrzyn (Technik Głubczyce)                                                   | Małgorzata Kurdelska (AZS UW Warszawa) Anna Rosko (Technik Głubczyce)                                                                                           |
| Herrendoppel | Michał Łogosz (SKB Litpol-Malow Suwałki) Robert Mateusiak (SKB Litpol-Malow Suwałki)   | Przemysław Wacha (Technik Głubczyce) Piotr Żołądek (Technik Głubczyce)                 | Jacek Hankiewicz (SKB Litpol-Malow Suwałki) Damian Pławecki (AZS Kraków) Jacek Niedźwiedzki (SKB Litpol-Malow Suwałki) Kamil Turonek (SKB Litpol-Malow Suwałki) |
| Damendoppel  | Kamila Augustyn (Piast-B Słupsk) Paulina Matusewicz (SKB Litpol-Malow Suwałki)         | Monika Bieńkowska (Masovia Płock) Krystyna Polakowska (Warmia Olsztyn)                 | Barbara Kulanty (SKB Litpol-Malow Suwałki) Joanna Szleszyńska (SKB Litpol-Malow Suwałki) Anna Rosko (Technik Głubczyce) Angelika Węgrzyn (Technik Głubczyce)    |
| Mixed        | Robert Mateusiak (SKB Litpol-Malow Suwałki) Barbara Kulanty (SKB Litpol-Malow Suwałki) | Michał Łogosz (SKB Litpol-Malow Suwałki) Joanna Szleszyńska (SKB Litpol-Malow Suwałki) | Damian Pławecki (AZS Kraków) Monika Bieńkowska (Masovia Płock) Dariusz Zięba (Ruch Piotrków Trybunalski) Dorota Grzejdak (PTS Puszczykowo)                      |